# 런던 지하철
런던 지하철(영어: London Underground)은 영국 그레이터 런던과 에식스주, 하트퍼드셔주, 그리고 버킹엄셔주 등의 주변 지역에서 운영되고 있는 지하철이며 세계에서 가장 오래된 도시철도이다. 영업은 1863년 1월 10일에 메트로폴리탄 철도에서 시작되었다. 그 이름에도 불구하고, 철도망의 55%는 지상 구간이다. 일반적으로 '지하철(the Underground)'이나 굴착 터널의 모양에서 이름을 딴 '튜브(the Tube)'라고 부르고 있다.
런던 지하철도망의 초기 노선은 여러 회사에서 착공하였는데, 이는 1933년에 런던 여객 운송 본부(London Passenger Transport Board, LPTB)'라는 통합된 여객 운송 체계의 한 부분이 되었다. 지하철도망이 아직 개별적으로 존재했을 때, 영국 정부에서 런던 지하철 회사(London Underground Limited, LUL)를 설치하였다. 2003년까지 LUL은 런던 교통공사(Transport for London, TfL)의 독점적인 보조 회사였는데, 이는 런던 수도권에 있는 대부분의 대중교통망에 대하여 거의 대부분의 책임을 지는 법인 회사로, 런던 시장(Mayor of London)이 임명한 위원회와 위원이 운영한다.
런던 지하철은 역이 270개이며 선로의 길이는 약 400 km(250 마일)인데, 이는 세계에서 노선 연장이 가장 긴 것이며, 또한 역 당 수송한 승객도 가장 많은 것이다. 2007년에는 10억 명이 넘는 탑승객 수를 기록하였다.

## 역사

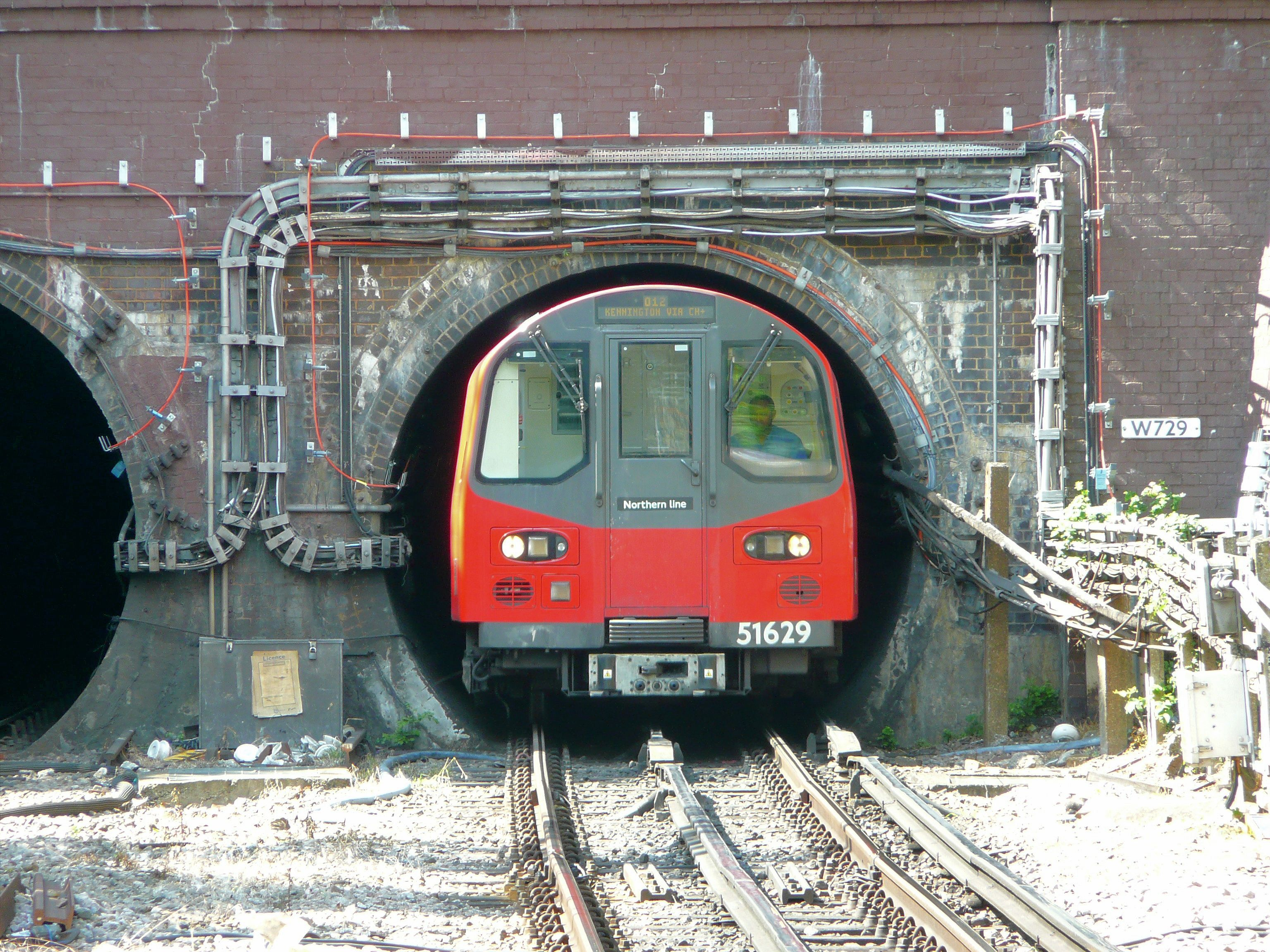
“튜브”라는 별명은 둥그런 터널 모양에서 유래한 것이다. 사진은 노던 선의 남행 열차가 헨든 센트럴 역의 북쪽에 위치한 터널을 나오는 모습이다.

영국에서 철도 건설은 1830년대부터 시작되었다. 1850년 경에 여섯 개의 독립된 철도 종점역이 런던 중심가 바로 밖에 설치되었다. 이는 런던 브리지 역, 유스턴 역, 패딩턴 역, 킹스크로스 역, 비숍스게이트 역, 세인트 판크라스 역 그리고 워털루 역이다. 펜처치 스트리트 역(Fenchurch Street) 만이 런던 시 안에 있었을 뿐이다. 이 시기에 런던의 교통 체증은 증가하였는데, 그 원인 중의 일부는 기차를 타고 런던에 온 승객들이 도로로 중심가로 가려고 하는 수요였다. 런던 시와 간선 철도 종점 역을 연결하는 지하철도망은 1830년에 처음 계획되었지만, 1850년이 되어서야 이 방안은 교통 체증 문제의 해결책으로서 심도 있게 논의되었다.

### 런던의 첫 지하철도
1854년에 패딩턴 역, 킹스 크로스 세인트 판크라스 역을 지나 패링던 스트리트 역까지 가는 지하철도의 건설을 허가하는 국회 제정법이 통과하였는데, 이는 메트로폴리탄 철도(Metropollitan Railway)라고 불렸다. 이는 그레이트 웨스턴 철도 (Great Western Railway)의 보조로 짓기로 하였다. 그레이트 웨스턴 철도는 이 계획에 재정적으로 도움을 주는 조건으로 환승역을 자사의 종점역인 패딩턴 역으로 할 것을 내걸었다. 그러나 공사는 제정 문제 때문에 1860년 2월이 되어서야 시작되었다. 이 계획이 진행된 사실은 전적으로 찰스 피어슨(Charles Pearson)의 로비 덕분이었다. 찰스 피어슨은 당시 런던 시의 사무 변호사였다. 1859년에 그는 결국 런던 시 법인 회사에 이 사업에 투자하도록 설득하였다.
메트로폴리탄 철도는 1863년 1월 10일에 개통되었다. 이는 세계 최초의 도시 지하 여객철도였다. 개통되고 난 지 몇 달 안에 메트로폴리탄 철도는 하루에 26,000명의 승객을 수송하고 있었다. 1년 뒤에 서쪽으로는 해머스미스(Hammersmith)로 연장되었으며, 이어서 동쪽으로는 무어게이트(Moorgate)로 연장되었다. 이 초기 노선의 대부분은 오늘날 현재 해머스미스 앤 시티 노선(Hammersmith and City Line)의 한 부분이다. 10년 후 나중에 스위스 커티지 역(Swiss Cottage)까지 가는 지선과 사우스 켄징턴(South Kensington)과 애디슨 로드(Addison Road)까지 가는 지선, 그리고 켄징턴(Kensington), 현재는 켄징턴 올림피아 역(Kensington Olympia)지 가는 지선이 개통되었다.
1868년 12월 24일에 메트로폴리탄 디스트릭트 철도(Metropolitan District Railway)가 사우스 켄징턴(South Kensington)에서 웨스트민스터(Westminster)까지 영업을 개시하였는데, 이는 메트로폴리탄 철도의 화차와 객차를 그대로 사용하였다. 나중에 디스트릭트(the District)로 알려진 이 회사는, 1864년에 메트로폴리탄 철도와 연계할 계획으로 런던에 내부 순환선(Inner Circle)을 완공하기 위하여 처음으로 법인 회사가 되었다. 이 계획은 런던에 내부 순환선(Inner Circle)과 외부 순환선(Outer Circle) 모두를 지으려는 계획의 일환이었다.
메트로폴리탄 철도와 디스트릭트 철도는 처음에는 서로에 우호적이었다. 두 회사는 네 명의 이사를 공유하였으며, 한 때 내부 순환선이 완공되었을 때에는 폭넓게 합병하기로 기대가 되어 있었다. 그러나 곧 격렬한 경쟁이 디스트릭트 측 위원회의 독립적인 이사들이 메트로폴리탄 회사의 서비스 공급자들에게 불만을 느끼면서 불붙었다. 1870년 1월 3일에는 메트로폴리턴 측이 디스트릭트 측에 운영 협정이 18개월 후에 중지될 것을 통보하였다. 그 결과 디스트릭트 측에서 일하고 있던 네 명의 이사가 사임하였다. 이는 내부 순환선 계획의 완공에 심각한 차질을 불러일으켰는데, 이는 두 회사가 경쟁적으로 경제적으로 이득이 되는 철도를 런던 교외에 지었기 때문이었다. 1870년에 디스트릭트는 웨스트 브롬턴 역(West Brompton)와 블랙프라이어즈 역(Blackfriars)를 잇는 노선을 개통하였는데, 사우스 켄징턴에서 메트로폴리탄 철도와 한 번 교차하였다. 10년여가 지나 메트로폴리탄 철도는 북서부의 해로(Harrow)역까지 연장된 한편, 디스트릭트 철도는 서부와 남서부의 얼링(Ealing), 리치먼드 역(Richmond), 그리고 풀럼 역(Fulham)까지 연장되었다. 내부 순환선은 결국 1884년에 완공되었다. 외부 순환선을 착공하려는 시도도 있었으나, 이는 나중에 기각되었다. 연이어 일어난 메트로폴리탄과 디스트릭트 사이의 경쟁 때문에, 내부 순환선은 1930년에 런던 지하철도가 완전히 병합되기까지 하나의 독립된 노선으로 운영되지 않았다. 이 철도는 1949년에 서클 선으로 개명되었다.
초기의 터널은 주로 개착식 공법을 사용하여 착공되었다. 이 때문에 많은 붕괴가 일어났으며, 지상의 일부 건물을 파괴해야 했다. 초기 런던지하철의 열차는 증기 기관차였으므로, 지상에 효율적으로 환기 장치를 설치해야만 했다. 도로 위의 여러 통풍구 덕분에 기관차의 엔진은 증기를 내뿜고 터널에 신선한 공기를 들일 수 있었다. 이러한 통풍구 중에 하나는 레인스터 가든즈(Leinster Gardens)에 있다. 제 기능을 하고 있는 도로로서의 외관을 보존하기 위하여, 진짜 집의 앞모습을 닮은 1.5m 두께의 콘크리트가 설치되었다. 이 차량은 나중에 전기동차 차량으로 대차되어 현재는 사용하지 않는다.
1869년 12월 7일에 이스트 런던 철도(East London Railway)가 화이트채플 역(Whitechapel)과 뉴 크로스 게이트 역(New Cross Gate : 당시에는 뉴 크로스(New Cross)) 사이의 운행을 시작하였는데, 이 노선에는 이셈바드 킹덤 브루넬(Isambard Kingdom Brunel)이 설계한 템즈 터널(Thames Tunnel)이 사용되었다. 이 터널은 원래 1843년에 보행자 터널로 개통하였지만, 이스트 런던 철도(East London Railway)가 1865년에 이 터널을 사서 철도 터널로 전환한 것이었다.
1880년대 말에 지하철도 노선은, 메트로폴리탄 철도는 체셤 역(Chesham)까지, 디스트릭트 철도는 하운슬로(Hounslow)와 윔블던 역(Wimbledon)까지, 그리고 동런던 철도는 쇼어디치 역(Shoreditch)와 뉴 크로스 역(New Cross)까지 연장되었다. 19세기 말까지 메트로폴리탄 철도는 런던 밖의 에일즈베리 역(Aylesbury)와 버니 정션 역(Verney Junction)과 브릴 역(Brill)까지 철로를 따라 새로운 교외를 만들며 노선을 연장하였다. 1930년 바로 전까지 메트로폴리탄 철도는 도시철도 운영보다는 간선철도 운영으로서의 철도를 추구하였다.

### 런던의 첫 지하철 노선
실드 공법과 전기 견인과 고심도 터널 설계 등의 진보에 따라, 후기의 철도들은 훨씬 지하에 건설되었다. 이는 개착식 공법보다 지상의 붕괴를 덜 야기하였다. 따라서 비용이 더 저렴했고 더 선호되었다.
시티와 남런던 철도(City & South London Railway 또는 C&SLR, 현재 노던 선(Northern Line)의 일부분)가 1890년에 스톡웰(Stockwell)과 킹 윌리엄 스트리트(King William Street) (현재 뱅크와 모뉴먼트[Bank and Monument])'사이의 구간에서 개통하였다. 이 노선은 세계에서 처음으로 '고심도'로, 그리고 전철화 노선으로 개통되었다. 1900년까지 이 노선은 남쪽으로는 클랩햄 커먼(Clapham Common), 북쪽으로는 분기로 무어게이트(Moorgate)까지 양쪽 끝으로 연장되었다. 그러한 두 번째 철도는 워털루 & 시티 철도(Waterloo and City Railway)였는데 1898년에 개통하였다. 워털루 & 시티 철도는 런던과 남서부 철도(London and South Western Railway)의 선로를 따라 설계되고 운행되었으므로, 따라서 두 경쟁 회사(메트로폴리탄 철도와 디스트릭트 철도)가 1900년대에 노선을 통합하기 시작할 때 법인 회사가 되지 않았다.
1900년 6월 30일에 중앙 런던 철도(Central London Railway)가 개통하였는데, 이 철도는 뱅크 역과 셰퍼즈 부시(Shepherd's Bush) 역 사이의 노선을 운영하였다. 이 철도는 '2페니 튜브'이라는 별명을 얻었는데, 이는 이의 균등한 운임과 원통 모양의 터널 때문이었다('튜브'라는 별명은 결국 지하철도 체계 전체를 상징하게 되었다). 도시와 남부 런던 철도와의 환승이 뱅크에서 이루어졌다. 1898년 8월에는 베이커 가와 워털루 철도(Baker Street & Waterloo Railway)라는 다른 노선에서 건설이 개시되었다. 그러나 이 철도의 공사는 18개월 동안 중지되었는데, 이는 자금 부족 때문이었다.

### 20세기에 들어
20세기 초기에, 서로 다른 지하철도 노선을 운영하는 여섯 개의 독립된 운영 주체가 있는 것은 승객들에게 상당한 불편을 초래하였다. 많은 장소에서 승객들은 다른 노선으로 환승하려고 지상으로 올라가는 등 제법 긴 거리를 걸어야 했다. 그러한 운영 체계와 연관된 비용 또한 부담스러웠고, 따라서 많은 회사들은, 초기에 증기 열차로 운행했던 노선의 전철화해 줄 뿐만이 아니라, 이윤이 되는 교외로 노선을 연장하는 데에 필요한 돈을 대어 줄 수 있는, 재정가를 찾게 되었다. 이들 중에 가장 유능했던 이는 미국 재벌 찰스 여크스(Charles Yerkes)로, 1900년부터 1902년까지 디스트릭트 철도의 노선과 아직은 건설되지 않은 차링 크로스, 유스턴과 햄스테드 철도(Charing Cross, Euston & Hampstead Railway - 나중에는 노던 선[Northern Line]의 일부가 됨)을 인수했다.
여크스는 또한 브롬턴과 피카딜리 서커스 철도(Brompton & Piccadilly Circus Railway - 연대로 그레이트 노던, 피카딜리와 브롬프턴 철도(Great Northern, Piccadilly & Brompton Railway))가 되어 오늘날 피카딜리 선(Piccadilly Line)의 핵심 부분이 됨)와 파산 직전의 베이커 거리와 워털루 철도(Baker Street & Waterloo Railway)를 인수하여, 1902년 4월 9일에 런던 지하 전기 철도 회사(Underground Electric Railways of London Company Ltd)(UERL)를 설립하였다. 이 회사는 또한 세 개의 노면전차 회사를 소유하였으며 또한 계속하여 런던 제너럴 옴니버스 회사(London General Omnibus Company)를 사들여, 일상에서는 '조합(the Combine)'으로 알려진 조직을 만들었다.
이러한 계획이 이루어지기 전에 독립된 회사 그레이트 노던과 도시 철도(Great Northern & City Railway)가 1904년에 핀스버리 파크(Finsbury Park)와 무어게이트(Moorgate) 사이의 구간에서 개통하였다. 이 노선은 유일하게 간선 수준의 차량을 운전할 수 있는 터널을 갖추었으나, 간선 노선망과는 별개의 노선으로 남아 있었다. 이 노선은 1913년에 메트로폴리턴 철도에 매수되었다.
1904년에는 디스트릭트 철도가 사우스 해로(South Harrow) 지선을 개통하였고, 메트로폴리턴 철도는 억스브리지(Uxbridge) 지선을 개통하였다. 1905년에는 메트로폴리턴과 디스트릭트 양사의 노선 대부분이 결국 전철화되었다. 디스트릭트 철도의 열차는 결국 1910년에 레이너스 거리(Rayners Lane)에서 메트로폴리턴 철도와 연결되는 선로가 완공됨으로써 억스브리지에 가게 되었다.
베이커 거리와 워털루 철도(Baker Street & Waterloo Railway)는 1906년에 개통하였는데, 곧 상표를 베이컬루(Bakerloo)로 바꾸어, 1907년에 북쪽으로는 에지웨어 로드(Edgware Road)로, 남쪽으로는 엘리펀트 앤 캐슬(Elephant & Castle)으로 연장되었다. 그레이트 노던, 피카딜리와 브롬프턴 철도 또한 1907년에 핀스버리 공원과 해머스미스 사이의 구간을 개통하였으며, 스트랜드(Strand)(나중에 앨드위치[Aldwych])까지 가는 단일역 지선은 1907년에 개통하였다. 차링 크로스, 유스턴과 햄스테드 철도(CCE&HR)은 1907년에 차링 크로스(Charing Cross)와 캠던 타운(Camden Town) 사이의 구간과, 각각 골더스 그린 역(Golders Green)과, 하이게이트 역(Highgate)(현재는 아치웨이[Archway])로 가는 두 개의 북행 지선을 개통하였다.
1907년에 도시와 남부 런던 철도는 북쪽으로 유스턴(Euston)까지 연장하였는데, 유스턴에서는 차링 크로스, 유스턴과 햄스테드 철도와, 킹스 크로스(King's Cross) 역과 유스턴(Euston) 역에서는 간선 철도와 환승하였다.
1908년 초에 지하철도의 운영 주체들은 그들의 노선을 합병하여 '지하철(the Underground)'로 발족할 것에 동의하였는데, 이 과정에서 무료 홍보용 노선도를 만들었다. 새로운 역 표시와 매표 조정도 이와 동시에 이루어졌다.

### 1910년대와 1920년대
1913년 1월 1일에 런던 지하 전기 철도 회사는 다른 두 독립된 지하철 노선을 병합하였는데, 이는 각각 도시와 남부 런던 철도(City & South London Railway)(현재 노던 선(Northern Line)의 일부)와 중앙 런던 철도(Central London Railway)였다.
‘조합’ 전매 회사가 말했듯, 메트로폴리탄 철도(Metropolitan Railway)만이 간선 철도로 간주되어야 한다는 주장을 유지하면서 이 병합의 과정을 비껴가고 있었다. 두 회사를 병합하는 제안이 1913년에 나오기는 하였으나, 메트로폴리탄 측이 이를 거절하였다.
베이컬루 선의 퀸즈 파크[Queen's Park] 연장이 1915년에 완공되었으며, 이 노선은 1917년에 런던과 북서부 철도(London and North Western Railway)의 선로로 와트포드 정션(Watford Junction)까지 연장되었다. 중앙선의 얼링 브로드웨이(Ealing Broadway) 연장은 전쟁 때문에 1920년으로 연기되었다.
1920년대의 주요한 발전은, '차링 크로스, 유스턴과 햄스테드 철도'와 '도시와 남부 런던 철도의 병합'과, 오늘날 노던 선의 형태를 이루게 된 노선 연장이었다. 이에는 '도시와 남부 런던 철도'의 이 필연적이었다. 따라서 이 노선은 1922년부터 1924년까지 임시로 폐쇄하였다. 골더스 그린(Golders Green) 지선은 1924년에 에지웨어(Edgware)까지 연장되었으며, 남쪽 종점은 1926년에 모던(Morden)까지 연장되었다.
메트로폴리탄 철도의 왓포드(Watford) 지선은 1925년에 개통하였다.

### 1930년대와 1940년대
메트로폴리탄 철도는 스탠모어(Stanmore) 지선을 1932년에 개통하였다. 이 연장과 핀츠리 로드 역(Finchley Road)와 웸블리 파크(Wembley Park) 사이의 재정비된 메트로폴리탄 철도의 완행 노선은 1939년에 베이컬루 철도에서 인수하였다. 또한 이는 베이커 스트리트(Baker Street)와 핀츠리 로드(Finchley Road) 사이의 새 고심도의 터널로 연장되었다(결국 주빌리 선이 이 노선을 1979년에 인수하였다).
마지막 주요한 연장은 '조합(런던 지하 전기 철도 회사)'이 피커딜리 선에서 적용하였다. 1933년에 콕포스터즈 역(Cockfosters) 지선이 완공되었고, 서쪽 종점에서는 직통열차가 서 하운슬로 역(Hounslow West)와 억스브리지 역(Uxbridge)까지 운행되었다(해머스미스(Hammersmith)와 액턴 타운(Acton Town) 사이의 재정비된 선로를 이용함).
1933년에 '조합(런던 지하 전기 철도 회사)'과 '메트로폴리턴 철도'와 기타 시영, 혹은 사립 버스 및 노면전차 회사가 런던 여객 운송 본부(London Passenger Transport Board)에 병합되었다. '런던 여객 운송 본부'는 자립적이고 보조를 받지 않는 공기업으로서 1933년 1월 1일에 발족하였다. 런던 여객 운송 본부는 곧 약칭인 '런던 운송(London Transport, LT)'으로 더 잘 알려지게 되었다.
런던 운송은 노선망을 연장하는 계획을 실행에 옮기는데, 이는 1935년~1940년 새 계획 프로그램(New Works Programme)이었다. 이는 몇몇 노선의 연장과, 간선 철도 회사의 철도 운영권 인수와, 전체 철도망의 전철화 계획을 포함하였다. 1930년대와 1940년대에는 간선 철도의 몇몇 지상 구간이 지하철도 노선으로 전환되었다. 오늘날의 지하철도 노선망 중에서 가장 오래된 구간은 레이턴 역(Leyton)과 로턴 역(Loughton) 사이의 구간이었는데, 이는 지하철로 운영되기 전에 7년 동안 일반 철도로 운영되었다.
제2차 세계 대전의 발발은 이 모든 계획을 연기하였다. 1940년대 중반부터 블리츠(Blitz)는 많은 지하철역을 공습 시간과 야간에 방공호로 쓰도록 하였다. 당국은 처음에는 이를 막고자 하였으나, 나중에는 침대와 변소와 급식 시설을 지원하였다. 나중에 전쟁 중에 8개의 고심도 방공호가 지하철역 아래에 건설되었으며, 표면상 이는 방공호로 활용되었으나(방공호 하나 당 8000명 수용 가능) 실상은 전후에 북부선과 평행한 새 급행 노선으로 이를 전환하기 위한 것이었다. 몇몇 역은(오늘날은 대부분 폐쇄되었음) 정부 건물로 전환하였다. 예를 들어 다운 거리(Down Street)는 철도 이사 위원회(Railway Executive Committee)의 본부로 사용되었으며, 또한 전시 내각 청사(Cabinet War Rooms)가 완공되기 전에 전시 내각(War Cabinet)의 회의 장소로 쓰였다. 브롬턴 로드(Brompton Road)는 고사포의 통제실로 쓰였고 건물의 외관은 그대로 남아 런던 대학교의 왕립 해군 건물(London's University Royal Naval Unit)(URNU)과 런던대학교 비행대(University London Air Squadron, ULAS) 건물로 쓰이고 있다.

### 전쟁 이후의 발전

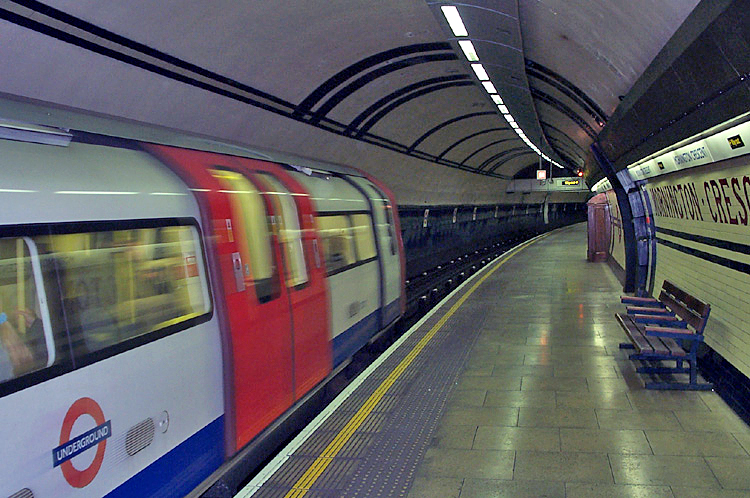
노던선의 모닝턴 크레슨트 역으로 런던 지하철 1995 차량이 진입하고 있다.

전쟁이 끝나면서 교통 정체가 계속 부각되었다. 면밀하게 계획되어 런던 북동부에서 중심부를 지나 남동부까지 대각선으로 가로지르는 빅토리아 선은 교통량의 상당 부분을 흡수하였다. 1977년에는 피카딜리 선이 히드로 공항까지 연장되었으며, 1979년에는 베이커 스트리트와 채링 크로스를 잇는 새로운 터널이 뚫리는 등 베이컬루 선의 일부를 흡수하며 주빌리 선이 개통되었다. 주빌리 선은 1999년에 완전히 새롭게 재개장한 웨스트민스터의 환승역을 포함해서 런던 동부의 스트랫퍼드까지 연장되었다.
2003년 1월 이후 런던 지하철은 공공-민간 협력 방식 하에 기반 시설 및 차량의 관리를 민간 업체들과 30년 이하의 계약을 통해 위임하여 운영되고 있으나, 런던 교통공사의 소유와 운영권은 유지되고 있다.

## 노선 체계

보통의 런던 지하철 노선도의 범례를 따라 실제 지형에 맞게 그린 Zone 1(센트럴 지역)의 노선도

런던 지하철은 유지 보수를 노선의 운행이 끝난 밤 시간에 해야 하기 때문에, 하루종일 운행되지 않는다. 첫차는 새벽 5시 직후에 있으며, 막차는 새벽 0시 30분 경에 운행된다. 뉴욕 시 지하철 등과는 달리, 런던 지하철에는 일부 구간에만 유지 보수 공사 구간을 우회할 수 있는 급행 선로가 존재한다. 최근에, 계획된 기술 작업 등을 위해서 해당 구간의 운행을 주말 동안 잠시 중단하는 방법을 많이 사용한다.

## 나이트 튜브
2016년 12월 기준 현재 런던 지하철은 금·토요일 새벽에 운영하는 나이트 튜브를 운행중이다. 노선은 센트럴,주빌리,노던,피커딜리,빅토리아 노선이 운행 중이며, 노던 선의 뱅크 지선, 차링 크로스,밀 힐 이스트 역은 운행하지 않는다. 피커딜리 노선은 히드로 터미널 4역을 운행하지 않는다. 센트럴 노선은 로우턴-에핑을 운행하지 않으며 또한 헤인얼트-우드포드 (via 패일롭)도 운영하지 않는다. 빅토리아, 주빌리 노선은 전 구간 운영한다.

### 차량

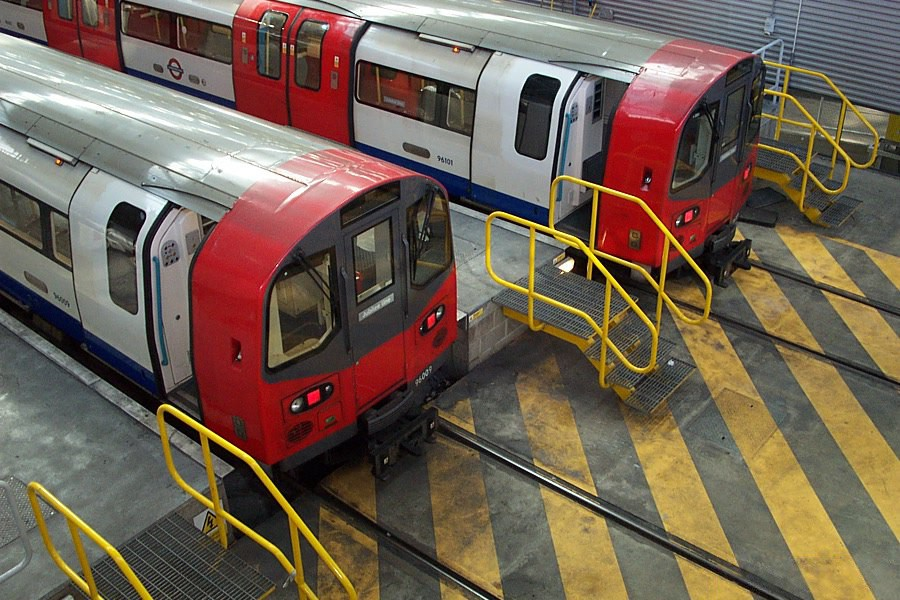
스트랫퍼드 마켓 차량기지에 세워져 있는 주빌리 선에 쓰이는 1996 Stock

런던 지하철에는 1960년부터 2001년 사이에 제작된 차량이 운행되고 있다. 저심도 노선에서 운행되는 차량은 영문자를 붙여 구분하며(예를 들어, 메트로폴리탄 선의 A62 Stock), 고심도 노선에서 운행되는 차량은 차량이 설계된 년도를 붙여 구분한다(예를 들어, 주빌리 선의 1996 Stock).
디스트릭트 선의 제외한 모든 노선에서는 한 가지 종류의 차량만으로 운행하며, 디스트릭트 선은 C Stock과 D Stock 등 두 종류의 차량을 사용한다.
현재 빅토리아 선에서 1967 Stock) 열차를 대체시키기 위해서 2009 Stock이 2009년도부터 운행에 들어 갔으며, 메트로폴리탄 선의 A Stock 열차를 대체하는 것을 시작으로 저심도 노선(서클, 디스트틱트, 해머스미스&시티 선에서 사용될 S Stock이 현재 제작되어 메트로 폴리탄선부터 운행을 시작을 하였다.

### 역
지하철에는 270개의 역이 있고, 이 길이는 400 km(250 마일)이다.
이스트 런던 선 (East London Line)은 2010년도에 남북으로(Highbury & Islington (2011연장개통 예정.), Dalston Junction - New Cross, Crystal Palace, West Croydon) 연장되어서 런던 오버그라운드로 대체되었으며, 런던 오버그라운드는 서쪽과 남쪽으로는 리치몬드까지, 동쪽으로는 바킹까지, 북쪽으로는 왓포드 정션역까지 간다. (참고. 런던 오버그라운드는 영국철도 노선을 운영한다.)
열 네 개의 역 (Amersham, Chesham, Chorleywood, Chalfont & Latimer, Rickmansworth, Moor Park, Watford, Epping 등)이 대런던 지역 바깥에 위치하며, 그 중의 다섯 개는 런던 도시순환고속도로의 바깥에 위치하고 있다.

### 노선
런던 지하철은 네 개의 레일로 되어 있는 몇 안되는 전철 시스템으로, 바퀴가 사용하는 두 개의 레일 외에, 두 레일 바깥 쪽의 직류 +420 볼트의 레일과, 두 레일의 가운데의 -210 V의 레일(총 630V) 등 두 개의 전력 공급 레일을 포함해 총 네 개의 레일이 설치되어 있다.
아래의 표는 런던 지하철의 노선을 정리한 것이며, 색깔은 런던 지하철 노선도의 기준에 따른 것이다. 운행개시년도는 (현재의 노선명이 아니더라도) 최초로 운행된 시기를 의미하며 운행 깊이는 노선의 지하 깊이를 뜻한다.
| 노선명               | 색깔   | 운행개시년도 | 명명년도  | 운행 깊이 | 총 연장(km) | 총 연장(마일) | 역 수 | 연 수송인원(천 명) | 일 수송인원(명) |
| -------------------- | ------ | ------------ | --------- | --------- | ----------- | ------------- | ----- | ------------------ | --------------- |
| 베이컬루 선          | 갈색   | 1906         | 1906      | 고심도    | 23.2        | 14.5          | 25    | 95,947             | 262,869         |
| 센트럴 선            | 빨강   | 1900         | 1900      | 고심도    | 74          | 46            | 49    | 183,582            | 502,964         |
| 서클 선              | 노랑   | 1884         | 1949      | 저심도    | 22.5        | 14            | 27    | 68,485             | 187,630         |
| 디스트릭트 선        | 초록   | 1868         | 1868-1905 | 저심도    | 64          | 40            | 60    | 172,879            | 473,641         |
| 해머스미스 & 시티 선 | 분홍   | 1863         | 1988      | 저심도    | 26.5        | 16.5          | 28    | 45,845             | 125,603         |
| 주빌리 선            | 은색   | 1879         | 1979      | 고심도    | 36.2        | 22.5          | 27    | 127,584            | 349,545         |
| 메트로폴리탄 선      | 자주색 | 1863         | 1863      | 저심도    | 66.7        | 41.5          | 34    | 53,697             | 147,115         |
| 노던 선              | 검정   | 1890         | 1937      | 고심도    | 58          | 36            | 50    | 206,734            | 566,395         |
| 피카딜리 선          | 파랑   | 1906         | 1906      | 고심도    | 71          | 44.3          | 52    | 176,177            | 482,677         |
| 빅토리아 선          | 바다   | 1968         | 1968      | 고심도    | 21          | 13.25         | 16    | 161,319            | 441,970         |
| 워털루 & 시티 선     | 옥색   | 1898         | 1898      | 고심도    | 2.5         | 1.5           | 2     | 9,616              | 26,345          |

## 사건 및 사고
- 킹스크로스 화재 (1987년)
- 2005년 런던 폭탄 테러 (2005년)

## 같이 보기
- Mind the gap
- 런던교통공사
- 세계 각국의 도시 철도

### 공식 사이트
- (영어) 런던교통공사 홈페이지 보관됨 2008-10-13 - 웨이백 머신
- (영어) 노선도 보관됨 2007-03-15 - 웨이백 머신
- (영어) 지하철 현황
- (영어) 관광 안내

### 관련 사이트
- (영어) 영국교통경찰청
- (영어) 런던교통박물관

### 기술 자료
- 클라이브 페더의 아주 자세한 런던 지하철 노선 안내.
- 리처드의 런던 지하철 차량 관련 페이지

### 사진
- 런던교통박물관 사진 자료실
- 메트로 비츠(Metro Bits)의 런던 지하철 건축 갤러리
- 런던 지하철 포토 에세이
- nycsubway.org의 런던 지하철 사진 모음

### 기타
- 런던 지하철 일기와 블로그 - 출퇴근 이용객의 블로그
- 런던 지하철의 사용 중단된 역
- 런던 지하철의 폐쇄된 역
- 런던 지하철의 자세한 연대표